# Kanton Arzano
Kanton Arzano (fr. Canton d'Arzano) je francouzský kanton v departementu Finistère v regionu Bretaň. Skládá se ze čtyř obcí.

## Obce kantonu
- Arzano
- Guilligomarc'h
- Locunolé
- Rédené